# Atsushi Matsuura (fodboldspiller, født 1982)
 For alternative betydninger, se Atsushi Matsuura. (Se også artikler, som begynder med Atsushi Matsuura)
Atsushi Matsuura (født 10. januar 1982) er en tidligere japansk fodboldspiller.
Han har spillet for flere forskellige klubber i sin karriere, herunder Mito HollyHock.